# Studierendenwerk Hamburg

Logo

Das Studierendenwerk Hamburg (bis 2005: Studentenwerk Hamburg) ist eines von 57 Studentenwerken in Deutschland. Es betreut Studierende in Hamburg mit vielfältigen Angeboten und ist Partner verschiedener Hochschulen in der Hansestadt.

## Geschichte

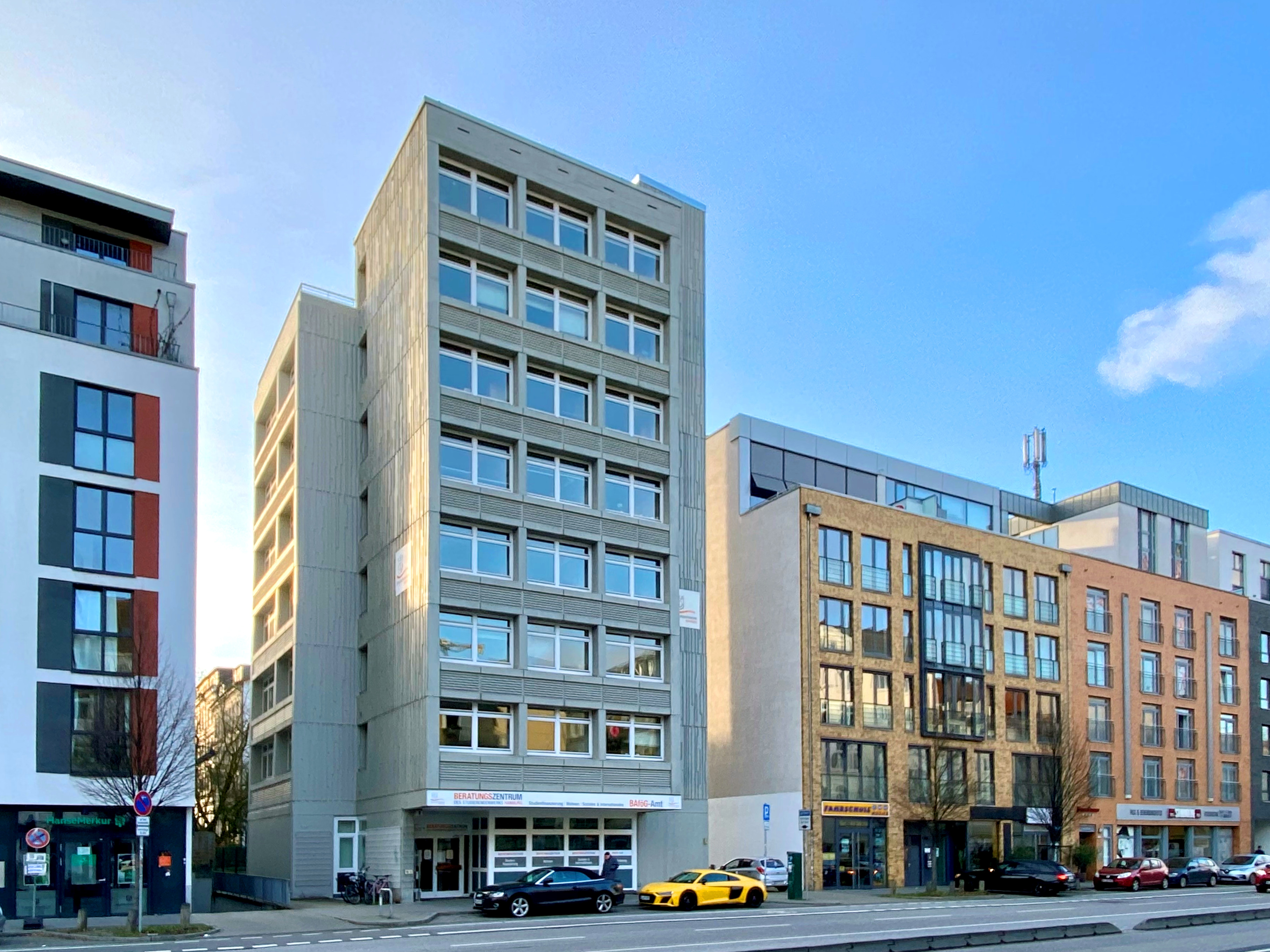
Verwaltungsgebäude des Studierendenwerks in der Grindelallee (links)

Am 12. April 1922 wurde der gemeinnützige Verein Hamburger Studentenhilfe e. V. von Studenten und Professoren gegründet, um notleidende Studenten zu unterstützen. Der Verein residierte zunächst im Keller des Universitäts-Hauptgebäudes, ehe im Mai 1928 ein eigenes Studentenhaus mit Speise- und Leseräumen in der Neuen Rabenstraße 13 eröffnet werden konnte. Unter der Herrschaft der Nationalsozialisten verlor das Werk 1934 seine Eigenständigkeit und wurde in das Reichsstudentenwerk eingegliedert. Kurz nach Ende des Krieges konnte die Arbeit wieder aufgenommen werden.
Von 1966 bis 1969 wurde das achtgeschossige Verwaltungsgebäude des Studentenwerks in der Grindelallee 9 in Hamburg-Rotherbaum gebaut. Der Entwurf für das Gebäude stammt von Rudolf Jäger, Johannes Gries und Daniel Bruzema. Die Betonfassade des heute denkmalgeschützten Gebäudes wurde von 2019 bis 2021 saniert.
Im September 1969 wurde Manfred Klee zum geschäftsführenden Vorstandsmitglied bestellt und führte sein Amt bis 1975 aus. Vom Januar 1976 bis August 2001 hat Manfred Klee als Geschäftsführer gearbeitet. Von April 2007 bis September 2022 war Jürgen Allemeyer Geschäftsführer des Studierendenwerkes. Seit September 2022 ist Sven Lorenz Geschäftsführer des Studierendenwerk Hamburg.

## Aufgaben
Das Studierendenwerk Hamburg betreut 26 Wohnanlagen für insgesamt etwa 4.400 Studenten (Stand 2024). Des Weiteren werden 12 Mensen und 19 Cafés bzw. Café-Shops und 2 Pizzerien betrieben (Stand 2024). Neben der Bearbeitung von BAföG-Anträgen und Beratung in finanziellen Angelegenheiten gehören Rechtsberatung, Seelsorge, psychologische Beratung und andere soziale Dienstleistungen zum Aufgabengebiet. Regelmäßig vergibt das Studierendenwerk das Hamburg Stipendium, das Fritz-Prosiegel-Stipendium und das Georg-Panzram-Büchergeld. Für Studierende mit Kind betreibt das Studierendenwerk 5 Kindergärten mit insgesamt 370 Plätzen.
Zu den betreuten Hochschuleinrichtungen gehören:
- Universität Hamburg
- HAW Hamburg
- TU Hamburg
- HafenCity Universität Hamburg
- Hochschule für Musik und Theater Hamburg
- Hochschule für bildende Künste Hamburg
- Bucerius Law School

Auf Antrag kann der Hamburger Senat dem Studierendenwerk die Zuständigkeit für weitere Hochschulen übertragen.
Deutschlandweit ist das Studierendenwerk Hamburg die zentrale Beratungsstelle für Studierende, die für ein Studium in den USA BAföG in Anspruch nehmen wollen.

## Sozialerhebung
In Ergänzung zur bundesweiten Sozialerhebung des Deutschen Studierendenwerk, die alle zwei Jahre erscheint, ermittelt das Studierendenwerk in einer eigenen Erhebung Daten zur wirtschaftlichen und sozialen Lage der Hamburger Studierenden.